# Sprekkehallet
Sprekkehallet (norwegisch für Spaltenhang) ist ein 6 km langer Gletscherhang auf der antarktischen Peter-I.-Insel. Er liegt zwischen dem Toftebreen und dem Zavodovskijbreen im Westen der Insel.
Wissenschaftler des Norwegischen Polarinstituts benannten sie 1987.